# DJ DNA
DJ DNA en DJ Donotask zijn de artiestennamen van de Nederlandse muzikant Arjen de Vreede (26 april 1962). Hij werd internationaal bekend als scratcher van Urban Dance Squad.

## Biografie
Arjen de Vreede bracht een deel van zijn jeugd door in Suriname en daar maakte hij kennis met lokale muziekstijlen, zoals merengue, kaseko, soca en salsa. Op zijn twaalfde begon hij gitaar te spelen. Na zijn terugkomst in Nederland speelde hij in een aantal punkbandjes. Toen hij zeventien was, werd hij dj en werd uiteindelijk een van Nederlands pionier-dj's op het gebied van house, acid house en techno. Daarnaast draaide hij hiphop, funk en reggae, onder andere in de Vrije Vloer in Utrecht en de RoXY in Amsterdam. In deze tijd richtte hij mede de Urban Dance Squad op.
Na de UDS werd hij lid van het POW Ensemble en de Tilburgse avant-garde jazzband Palinckx en werd hij bassist in de Utrechtse psychedelische punkband El Zombie. Deze band speelt garage, thrash en blues en bestond aanvankelijk uit René Verharen (drums) en Erwin Zombie (gitaar, harmonica, keyboard en zang). In 2007 wordt hij vast lid van het Beukorkest en vanaf 2009 is hij lid van Stuurbaard Bakkebaard.  Daarnaast is DJ DNA actief als dj en producer en maakte onder andere een remix van De Stofzuiger van de Jeugd van Tegenwoordig. Ook produceerde DJ DNA in 2009 de cd/lp Fuck It Rock It van de Nederlandse garagepunk-formatie de Stilettos.
In september 2012 werd zijn eerste solo-album The Sum of the Sound uitgebracht op het label Kytopia van Colin Benders, met gastbijdragen van o.a. Kurtis Blow, Tjeerd Bomhof en Erik Bosgraaf en een afbeelding van de Utrechtse kabouter op de hoes. The Sum of the Sound, de eerste single van het nieuwe album, kwam begin juni uit. Met medewerking van Pax, Kurtis Blow, Torre Florim (De Staat) en Janne Schra. De tweede single, I wanna B (funky), kwam uit op 21 september.